# 山口県道317号高佐下阿東線
山口県道317号高佐下阿東線（やまぐちけんどう317ごう たかさしもあとうせん）は、山口県萩市から山口市に至る一般県道である。

## 概要
萩市大字高佐下から山口市阿東地福上に至る。

### 路線データ
- 起点：萩市大字高佐下（山口県道・島根県道13号萩津和野線交点）
- 終点：山口市阿東地福上（用路交差点、国道9号交点）

## 歴史
- 1972年（昭和47年）4月1日 - 山口県告示第262号により認定される。
- 2005年（平成17年）3月6日 - 萩市と阿武郡に属する6町村（須佐町、田万川町、旭村、川上村、福栄村、むつみ村）が対等合併して改めて萩市が発足したことに伴い起点の地名表記が変更される（阿武郡むつみ村高佐下→萩市高佐下）。
- 2009年（平成21年）4月1日 - 山口県告示第162号により終点が阿武郡阿東町大字地福上字坂口2358の5地先（山田交差点）から同町大字地福上字中土2682の1地先（用路交差点）に変更され、総延長が1,530m短縮される[1]。
- 2010年（平成22年）1月16日 - 阿武郡阿東町が山口市に編入したことに伴い終点の地名表記が変更される（阿武郡阿東町地福上→山口市阿東地福上）。

## 路線状況

### 重複区間
- 山口県道310号迫田篠目停車場線（山口市阿東生雲西分（いくもにしぶん））

## 地理

### 通過する自治体
- 山口県
  - 萩市 - 山口市

### 交差する道路
| 交差する道路                               | 市町村名 | 交差する場所                   | 交差する場所      |
| ------------------------------------------ | -------- | ------------------------------ | ----------------- |
| 山口県道・島根県道13号萩津和野線           | 萩市     | 大字高佐下                     | 起点              |
| 山口県道310号迫田篠目停車場線 重複区間起点 | 山口市   | 阿東生雲西分（いくもにしぶん） |                   |
| 山口県道310号迫田篠目停車場線 重複区間終点 | 山口市   | 阿東生雲西分                   |                   |
| 山口県道311号篠目徳佐下線                  | 山口市   | 阿東地福上                     |                   |
| 国道9号                                    | 山口市   | 阿東地福上                     | 用路交差点 / 終点 |

### 交差する鉄道
- 山口線

### 沿線
- 山口県立徳佐高等学校高俣分校（むつみキャンパス） - 廃校
- 中国自然歩道
- JR西日本山口線 地福駅

### 峠
- 頬白峠（萩市 - 阿武郡阿武町）
- 大森峠（山口市阿東生雲西分（いくもにしぶん） - 山口市阿東地福上）